# Puente de Malabadi
El puente de Malabadi (en turco: Malabadi Köprüsü, en kurdo: Pira Malabadê) es un puente en arco medieval de fábrica de piedra de Turquía que cruza el río Batman a unos 24 km de la ciudad de Silvan en la ruta de Diyarbakır a Batman, en Anatolia oriental, en el sudeste del país. La construcción comenzó en el año AH 541 (1146/1147) durante el período artúquida, y parece haber sido completada en AH 549 (1154/1155). Fue encargado por Timurtaş bin İlgazi bin Artuk, llamadoTimurtas de Mardin,  hijo de Ilgazi, y nieto de Artuk Bey.
Es el puente en arco más grande de Turquía y entre 1147-1341 lo habría sido del mundo, hasta la construcción del puente del Diablo (Ceret). En 2016 fue inscrito en la lista indicativa de Turquía de sitios del Patrimonio de la Humanidad.

## Historia
Según el historiador local del siglo XII Ibn al-Azraq al-Farīqī, el puente actual habría reemplazado a uno construido en AH 48 (668/669)  que había colapsado en AH 539 (1144/1145). Las inconsistencias entre las dos copias manuscritas que se conservan de esa narración de Ibn al-Azraq hacen difícil identificar definitivamente el puente de Malabadi como el que él llama puente de Qaramān o el puente de Aqramān.  Sin embargo, muchos aspectos de su descripción geográfica y la explicación histórica apoyan esta identificación.
Ibn al-Azraq dice que la construcción del puente actual fue iniciada por el gobernante artúquida de Mayafaraqin y Mardin al-Saʿīd Ḥusām al-Dīn Temür-Tash in AH 541 (1146/1147), bajo la supervisión deal-Zāhid bin al-Ṭawīl. Después de que al-Zāhid construyera la base oriental del puente fue destruida por las inundaciones. Al-Zāhid fue multado por «artesanía defectuosa» y fue reemplazado por Amir Saif al-Dīn Shīrbārīk Maudūd bin ʿAlī (bin Alp-Yaruq) bin Artuq. Shīrbārīk reinició el trabajo bajo la supervisión de Abuʾl-Khair bin al-Ḥakīm al-Fāsūl, quien usó maderas macizas en la construcción.  Por AH 548 (1153/1154) el puente estaba casi terminado. Y sin embargo, en el momento de la muerte de Ḥusām al-Dīn Temür-Tash en 2 Dhu'l-Qa'da 548/18 de enero de 1154, el arco aún no estaba completo. Su sucesor, Najm al-Dīn Alpī, se dispuso a completar el puente, y, aunque el trabajo fue nuevamente interrumpido por una inundación, «[él] lo construyó y lo reparó y completó la unión del arco».
El historiador de arquitectura francés Albert Gabriel y el epigrafista Jean Sauvaget visitaron el puente en 1932 y Sauvaget distinguió una inscripción en el nombre de Temür-Tash con el año  AH 542 (1147/1148),  que posiblemente corresponda al comienzo de la segunda construcción bajo Shīrbārīk.
El puente fue restaurado a fines del siglo XII, y recientemente a principios del siglo XX. Alguna vez fue el único puente que cruzaba el río en esta área, y estuvo en uso continuo hasta la década de 1950, cuando se abrió un nuevo puente de carretera río arriba.
Un investigador estadounidense, Eric DeLony, director del «Historic American Engineering Record», en el servicio de Parques Nacionales del Departamento del Interior de EE. UU., que ha realizado un estudio sobre todos los tipos de puentes desde la Edad del Bronce, propuso la inscripción del puente Malabadi en la Lista del Patrimonio de la Humanidad de la UNESCO en el título del período medieval. En 2016, fue incluido en la lista indicativa de UNESCO.

## Descripción
El este de Turquía es rico en antiguos puentes dignos de interés. Uno de ellos, el puente de Malabati, que cruza el río Batman, es el puente en arco más grande de Turquía. Este puente de carretera, que tendría exageradamente según la oficina turca de turismo,  «la bóveda de piedra más grande del mundo» —¡parecería que la cúpula de la basílica de Santa Sofía pasaría fácilmente por debajo del puente!— tiene una longitud de 150 m y un ancho de 7 m. El vano principal tiene una luz de 38,6 m.   La altura del puente, desde la parte superior de la clave angular hasta el nivel más bajo del río, es de  19 m. El suelo se eleva gradualmente desde el nivel más bajo de la carretera hasta llegar al punto central, que es un arco apuntado que se eleva por encima de la parte más profunda del río. Se usaron piedras de colores para su construcción. Los arcos pequeños, construidos con el mismo material coloreado, permiten que la carretera se eleve hasta la parte superior del puente mientras deja fluir el río.
La estructura del puente atraviesa el río perpendicularmente, pero los caminos de acceso forman un ángulo con él, de modo que hay un quiebro que interrumpe los accesos, tanto en el este como en el oeste. Dos de las pilonas del puente están colocados en el lecho del río. El soporte occidental está decorado con esculturas de personajes, uno de pie y el otro sentado.
En ambos lados del arco central hay salas donde los viajeros pueden refugiarse en invierno. Desde estas habitaciones, en las que los centinelas montaban guardia y cobraban el peaje, era posible, gracias a los porches conectados a los bordes de la carretera, escuchar las caravanas que venían de lejos.
Este puente ha sido durante mucho tiempo el único sobre el río Batman en esta región. Estuvo en servicio continuo hasta la década de 1950, cuando se construyó un nuevo puente vial, mejor adaptado a las condiciones del tráfico moderno.
Considerando las técnicas de la época, el puente Malabadi es una obra increíble y prodigiosa, que es parada obligatoria para los turistas que visitan la región. Ha sobrevivido hasta hoy, después de haber sufrido muchas reparaciones. Fue restaurado una vez al final del siglo XII; su última restauración se remonta al comienzo del siglo XX.

Imágenes recientes del puente
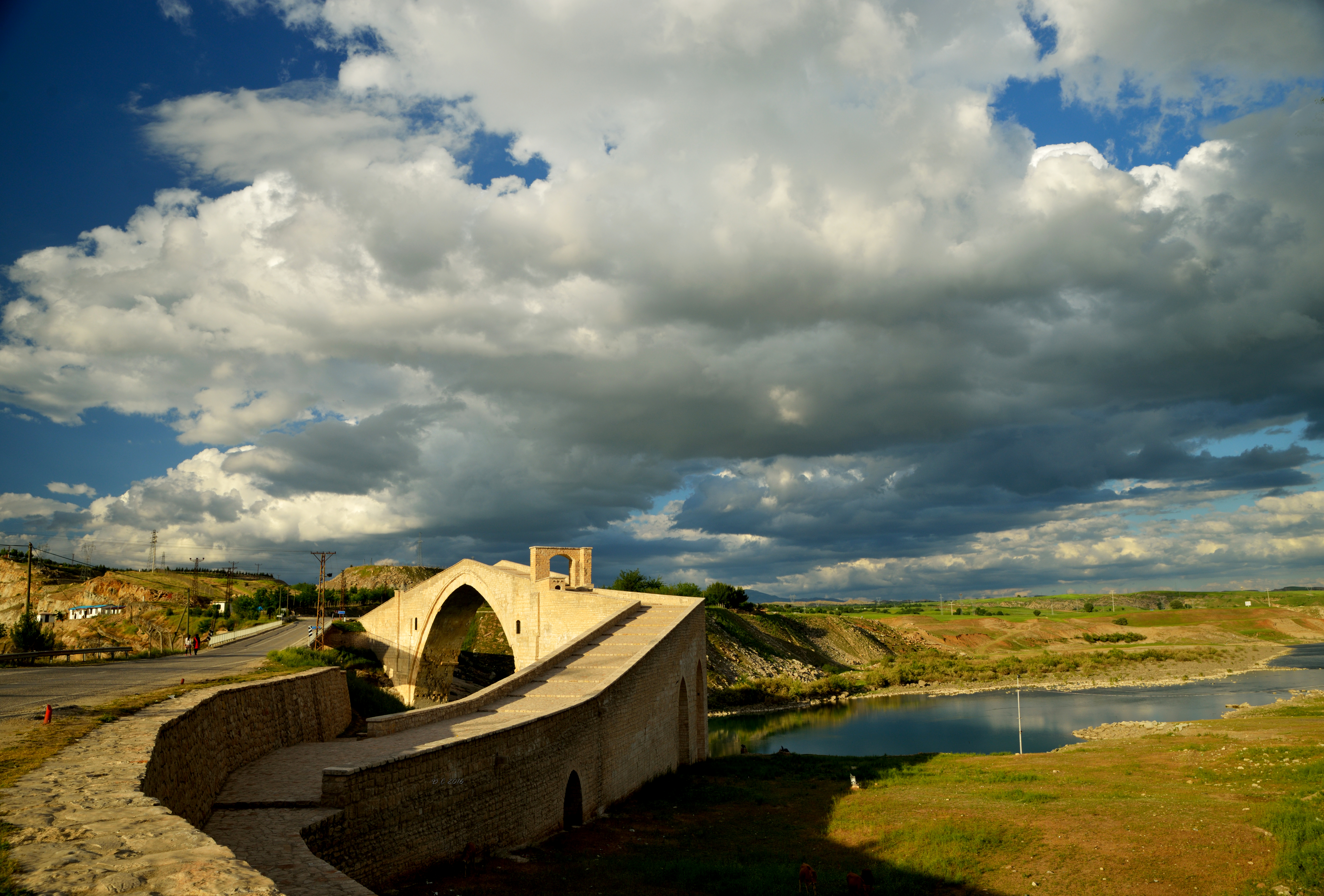
Vista de ambos puentes, el nuevo, de 1955, invadiendo desafortunadamente el antiguo
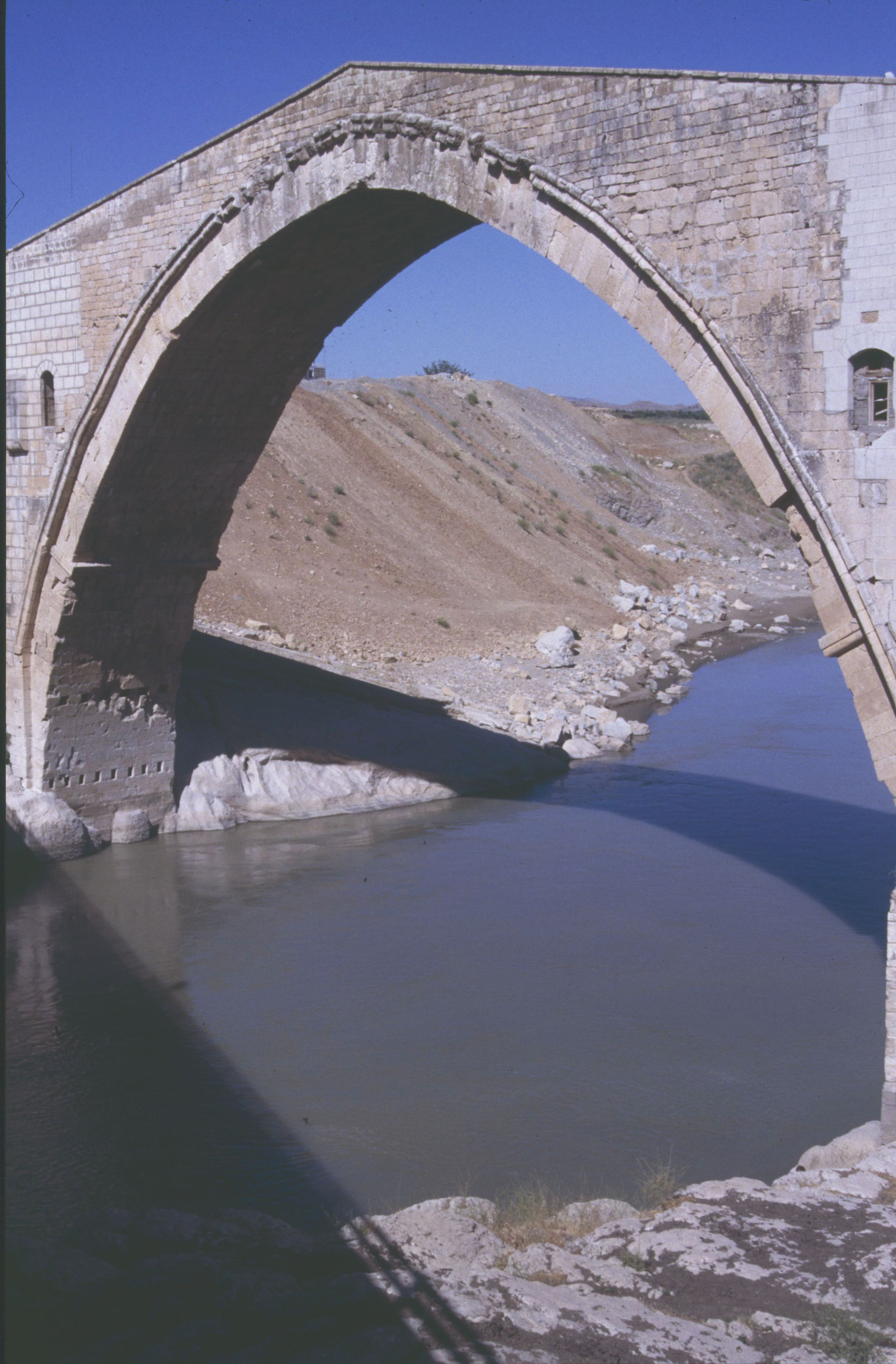
Vista del arco apuntado
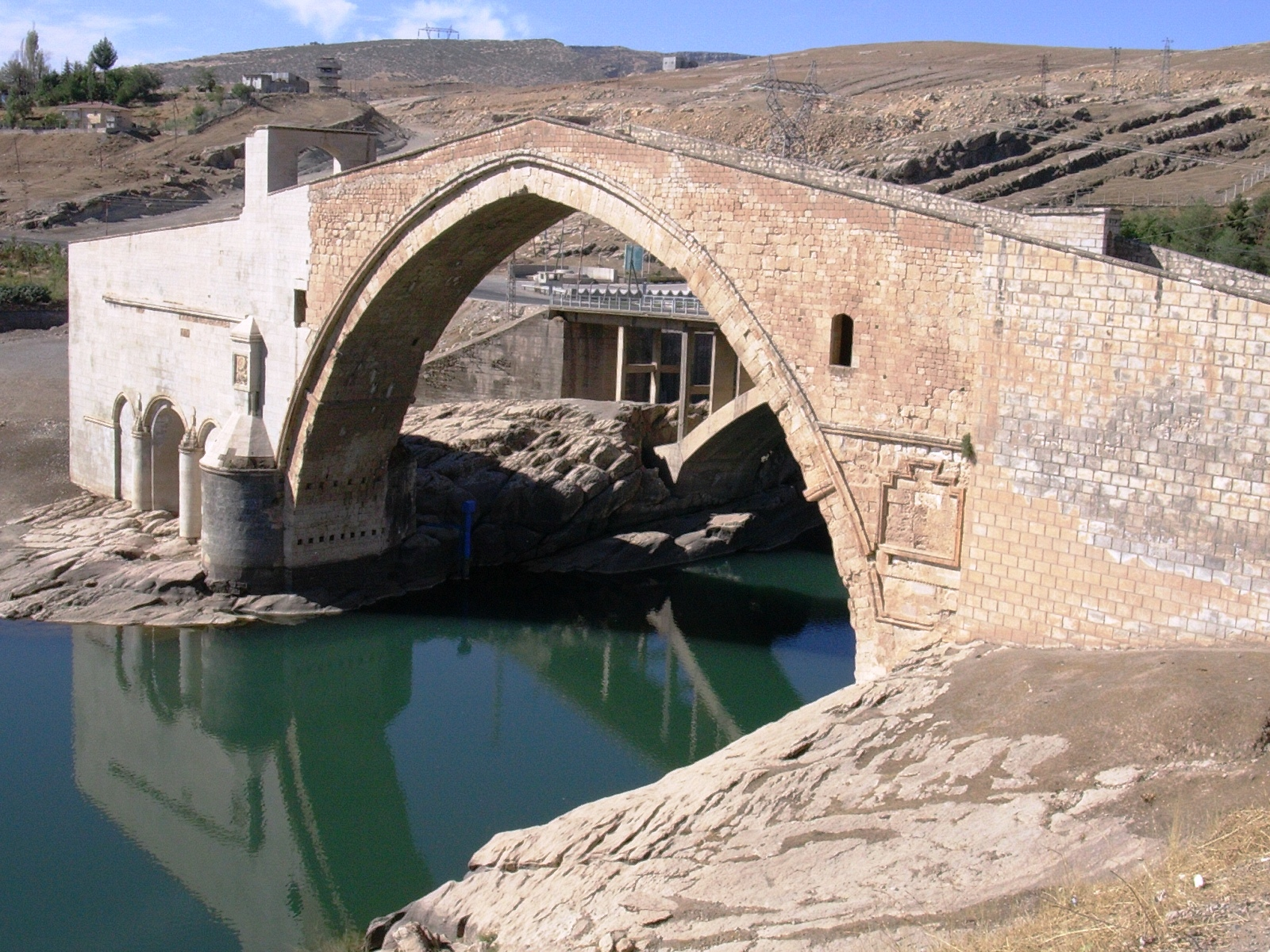
Vista del alzado del puente
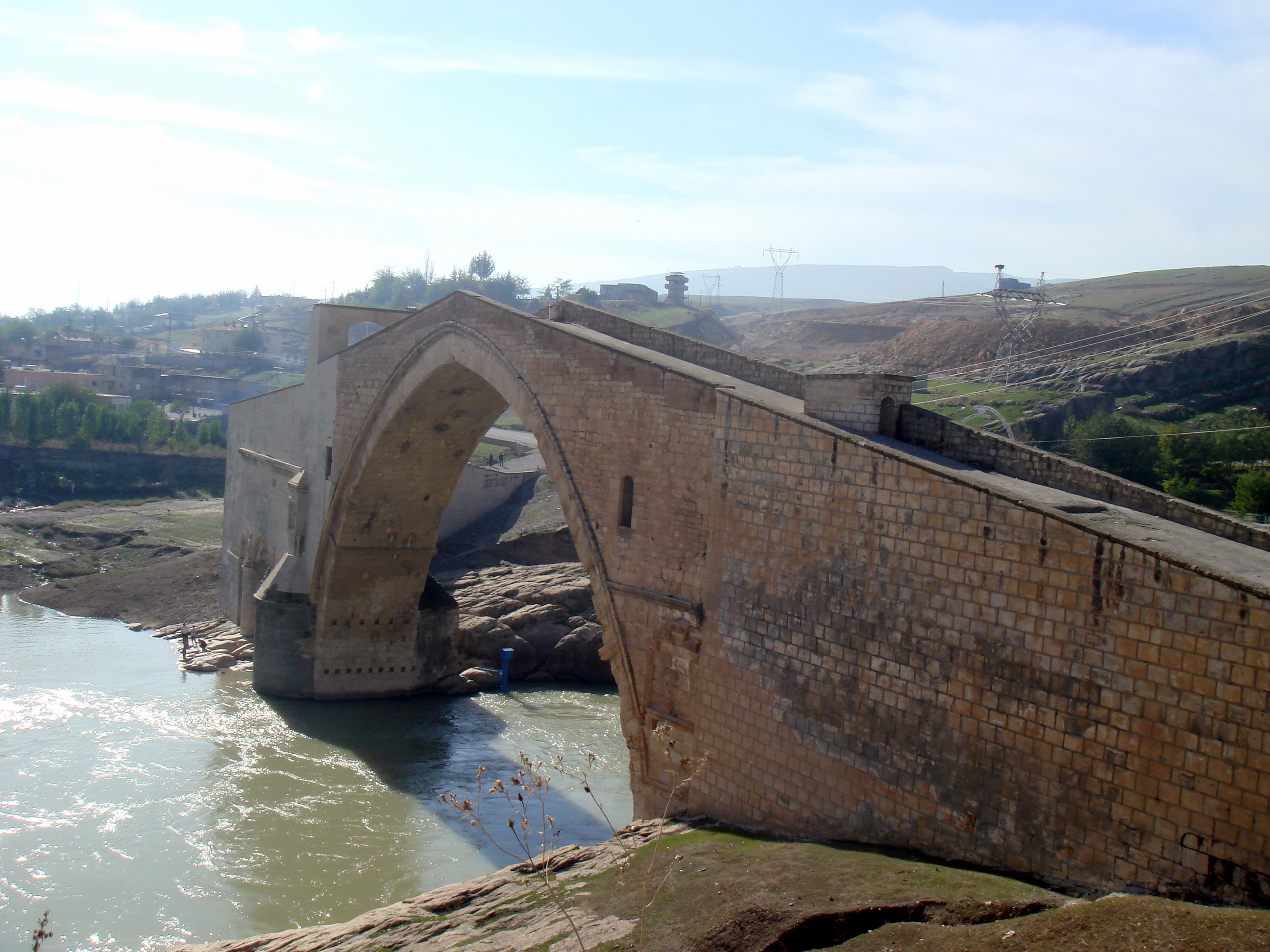
Otra vista más lejana